# Gomphales
Gomphales é uma ordem de fungos basidiomicetos. Algumas ou mesmo todas as famílias que pertencem a Gomphales estiveram em algum momento classificadas na ordem Phallales (e vice versa -  são também por vezes tratadas como sinónimos),
a agora obsoleta família Ramariaceae estava antes classificada em Cantharellales. Análises filogenéticas recentes, incluem em Gomphales as famílias da descrição original da ordem feita por W. Jülich, às quais juntam Clavariadelphaceae. Segundo uma estimativa de 2008, Gomphales contém 18 géneros e 336 espécies.